# Међународни рачуноводствени стандард 33
Међународни рачуноводствени стандард 33 - Зараде по акцији примењују предузећа чијим се обичним акцијама или потенцијалним обичним акцијама јавно тргује и предузећа која се налазе у поступку емисије обичних или потенцијалних обичних акција на јавним тржиштима хартија од вредности. Обична акција је инструмент капитала који је подређен свим другим деловима капитала. Потенцијална обична акција је финансијски инструмент или други уговор који његовом имаоцу може дати право на обичне акције. Варанти или опције су финансијски инструменти који њиховом имаоцу дају право на куповину обичних акција. Обичне акције носе и право на остварену дивиденду (из нето добитка) али ако је има она се прво дели приоритетним акцијама (које немају право гласа у скупштини).
Основна зарада по акцији се обрачунава тако што се нето добитак или губитак периода подели пондерисаним просечним бројем обичних акција које су у оптицају у том периоду.